# 地中レーダー探査

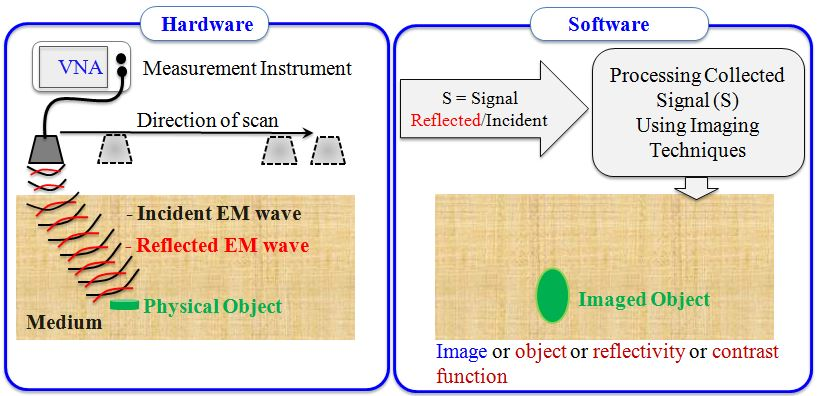
地中レーダーの模式図

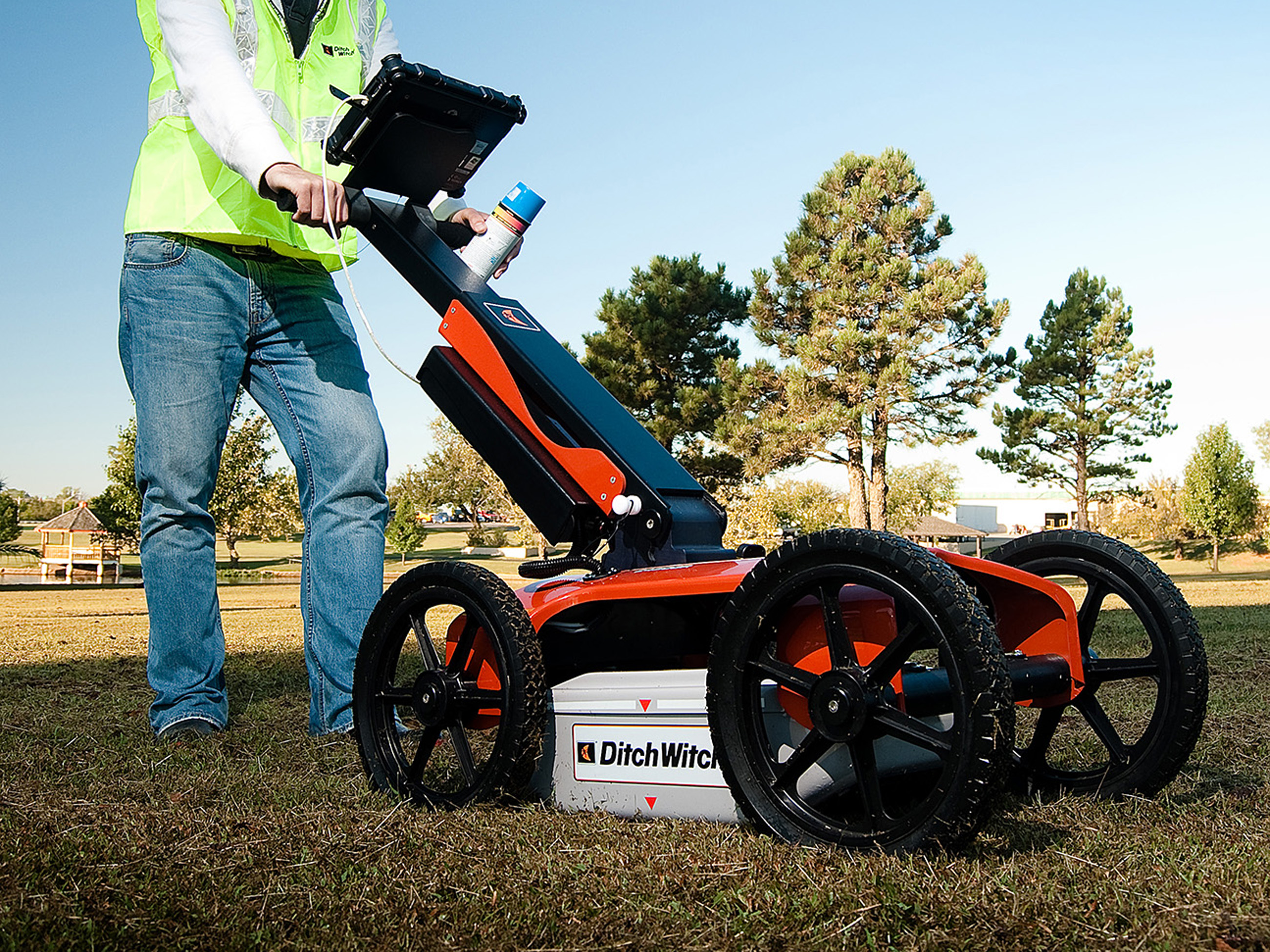
地中レーダー

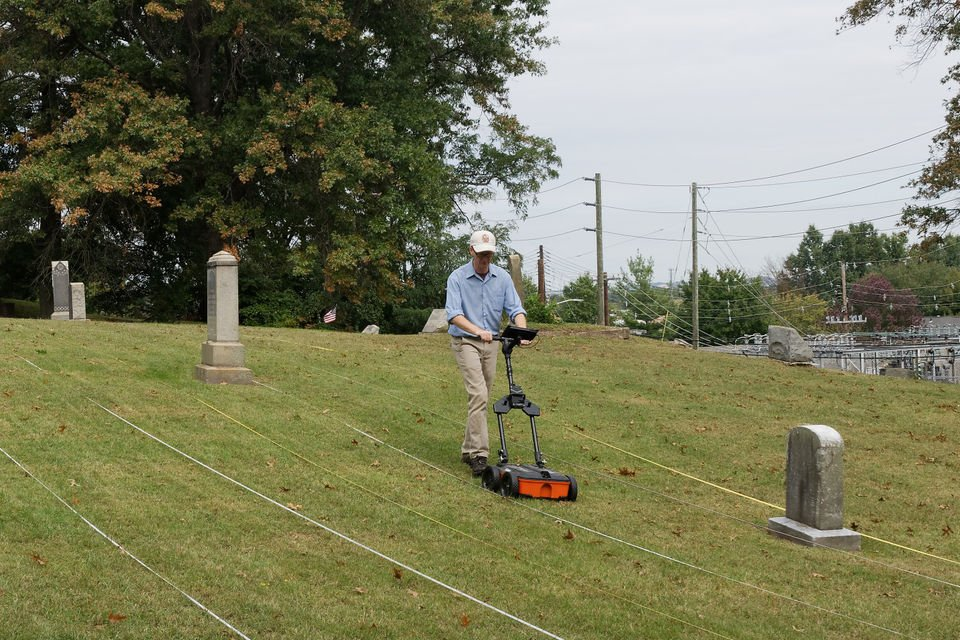
GSSI社 地中レーダー

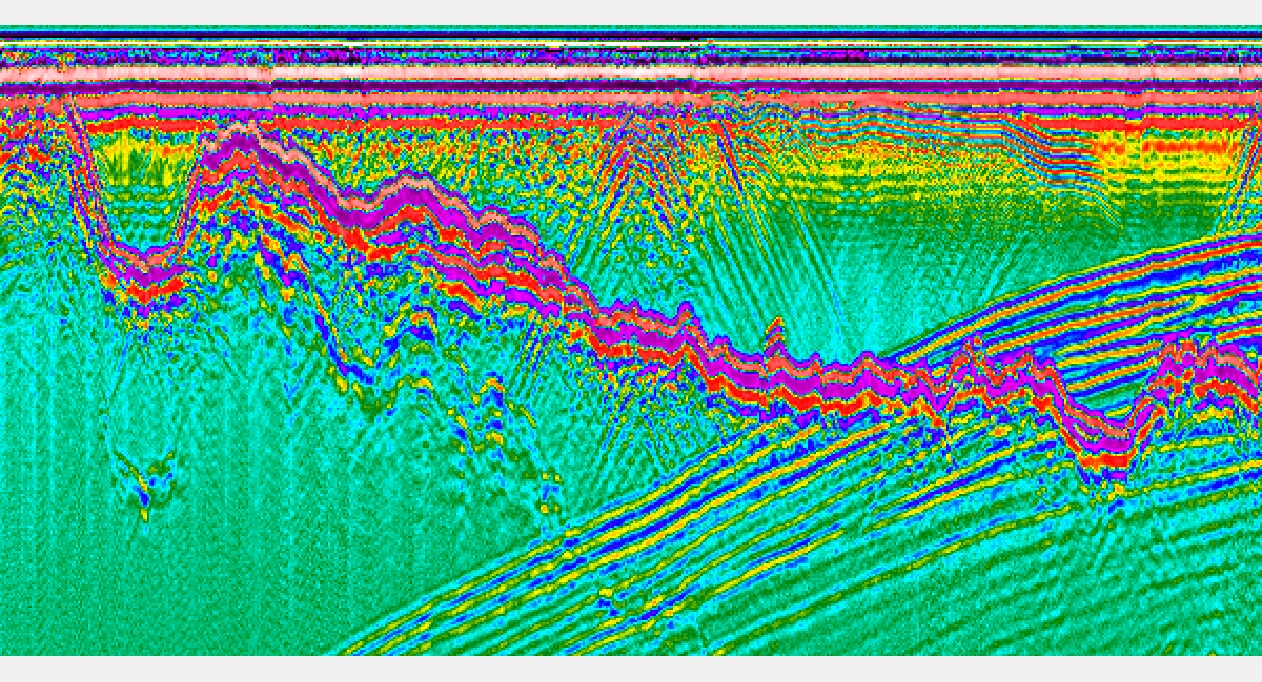
地中の様子

地中レーダー探査（ちちゅうレーダーたんさ）とは、高周波の電磁波を地中に向けて放射し、ある地中の箇所より跳ね返ってくる反射波の走時を測定することによって、地中の様子を探査する方法で、物理探査の一手法である。（電磁波レーダ手法）

## 概要
電磁波の速度は地表面の状態や地下媒体によって異なるが、反射波の走時を測定すれば、その深度がわかる。また、反射強度や波形によって反射物が何であるか予測できる。
地中レーダーは道路やトンネルの地下埋設管（ガス管・水道管・電線管等）調査、空洞調査、油田や鉱脈、近年では地雷の除去や考古学的な調査にも応用されている。
地中レーダーはアメリカ（GSSI社:応用地質株式会社）で製造されているものが多いが、日本でもNTTグループのアイレック技建株式会社をはじめ、複数のメーカーが開発・製造を行っている。
土質、含水量によって電磁波の減衰及び到達距離が異なるので周波数帯を使い分ける。
波長が長い電磁波の方が深くまで到達するが、指向性及び、分解能が下がる。周波数が高いと地表で反射したり減衰量が大きく、探査深度が限られる。
これに対抗する方法として、近接場における超指向性の応用による超解像技術が開発されている。

## 連続波地中レーダー
連続波地中レーダーは一般的な地中レーダよりも数倍の探査深度がある。

## 用途
- 工事
- 考古学調査
- 地雷処理
- 防災
- 非破壊検査